# سام سوربو
سام سوربو (بالإنجليزية: Sam Jenkins)‏ هي ممثلة أمريكية، ولدت في 18 أكتوبر 1966 ببيتسبرغ في الولايات المتحدة.

## أعمال

### مسلسلات
- موردر

## وصلات خارجية
- سام سوربو على موقع IMDb (الإنجليزية)
- سام سوربو على موقع ألو سيني (الفرنسية)
- سام سوربو على موقع أول موفي (الإنجليزية)
- سام سوربو على موقع قاعدة بيانات الأفلام السويدية (السويدية)
- سام سوربو على موقع قاعدة بيانات الفيلم (الإنجليزية)
- سام سوربو على موقع كينوبويسك (الروسية)